# Thuyết Truman

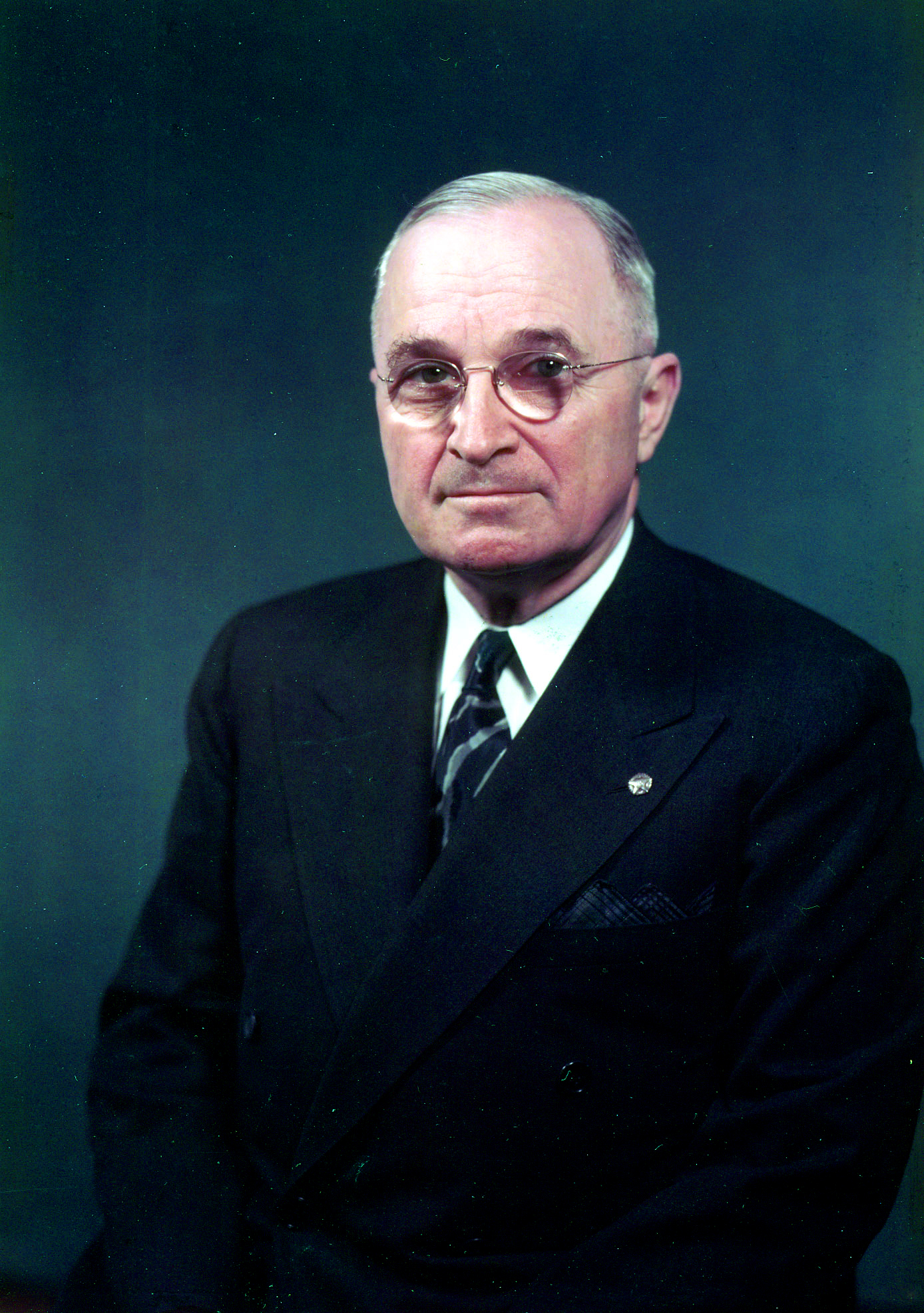
Tổng thống thứ 33 của Hoa Kỳ, Harry Truman

Học thuyết Truman được đề xuất bởi Tổng thống Truman của Hoa Kỳ vào ngày 12 tháng 3 năm 1947, nó dựa trên chính sách ngăn chặn chủ nghĩa Cộng sản và được thông qua vào ngày 22 tháng 5 năm 1947. Học thuyết này nêu rõ Hoa Kỳ sẽ viện trợ cho bất kỳ nước nào mà họ thấy là "đang bị đe dọa bởi chủ nghĩa Cộng sản", và được dùng để ngăn ảnh hưởng chính trị của Liên Xô. 
Lúc đầu, học thuyết Truman được trình lên nghị viện Hoa Kỳ bởi tổng thống Truman vào ngày 12 tháng 3 năm 1947  và được phát triển thêm đến ngày 4 tháng 7 năm 1948 khi ông cam kết ngăn sự lan truyền của chủ nghĩa Cộng sản ở Hy Lạp và Thổ Nhĩ Kỳ sau Chiến tranh thế giới thứ hai. Hơn nữa, học thuyết Truman đã được sử dụng để hỗ trợ các quốc gia thân Mỹ chống lại các quốc gia thân Liên Xô khác như Đại Hàn Dân Quốc trong Chiến tranh Triều Tiên, Pháp và Quốc gia Việt Nam trong Chiến tranh Đông Dương, Việt Nam Cộng hòa trong Chiến tranh Việt Nam.
Nói một cách tổng quát hơn, Học thuyết Truman là sự hỗ trợ của Mỹ đối với các quốc gia khác bị Moskva đe dọa. Nó trở thành nền tảng trong chính sách đối ngoại của Mỹ, và dẫn đến việc thành lập NATO vào năm 1949, một liên minh quân sự vẫn còn tồn tại đến ngày nay. Các nhà sử học thường sử dụng bài phát biểu của Truman để xác định thời điểm bắt đầu Chiến tranh Lạnh.
Học thuyết Truman được mở rộng một cách không chính thức để trở thành cơ sở cho chính sách đối ngoại của Hoa Kỳ trong Chiến tranh Lạnh, áp dụng trên khắp châu Âu và trên toàn thế giới. Học thuyết Truman đã trực tiếp dẫn đến học thuyết Domino, mở đường cho việc Hoa Kỳ đưa quân tham chiến hoặc tài trợ cho các cuộc đảo chính tại hàng loạt các quốc gia trên thế giới.